# Giulio Clovio

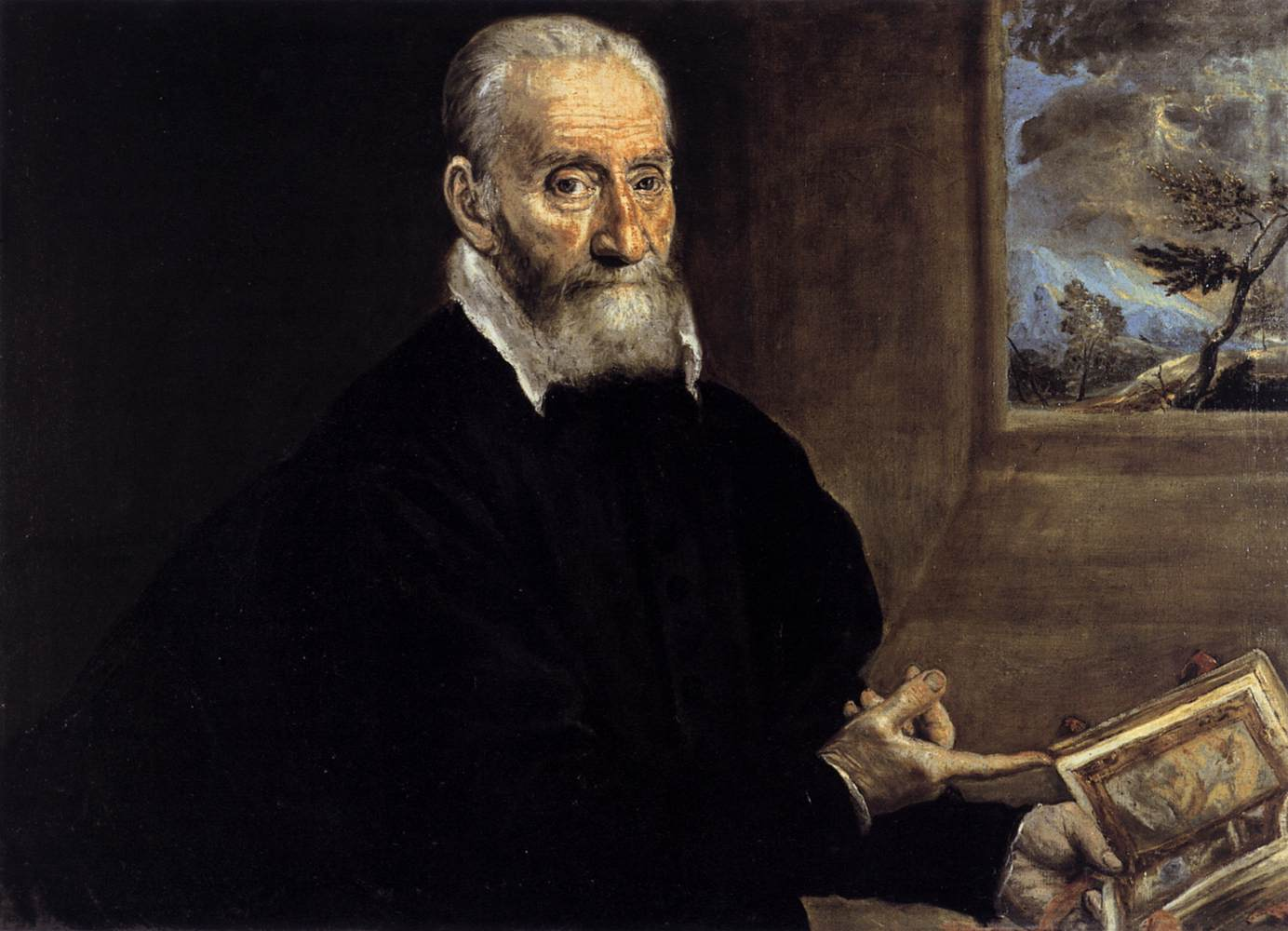
Portret van Giulio Clovio wijzend naar zijn Farnese-getijdenboek, door El Greco, 1571.

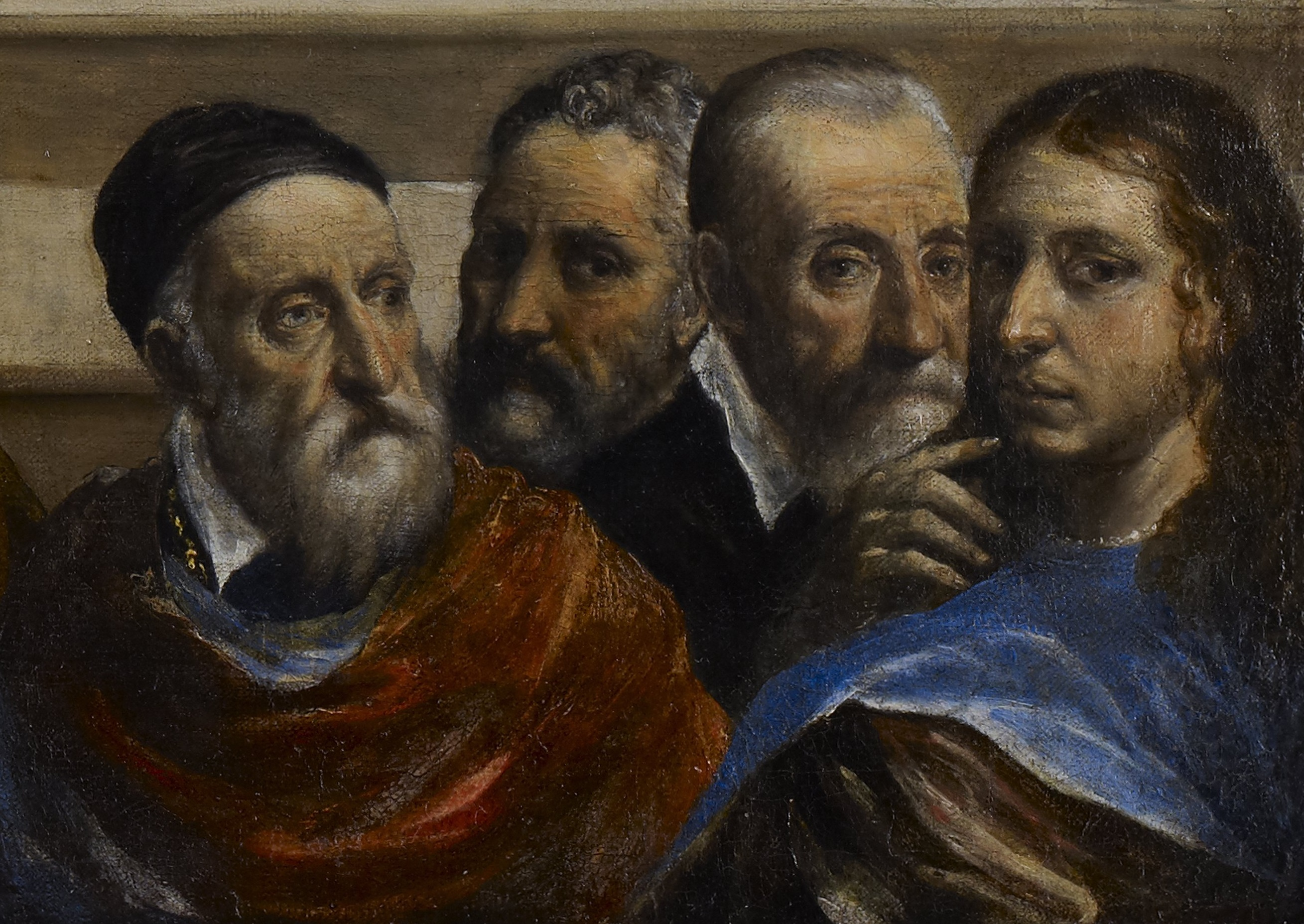
Clovio (tweede van rechts) in het gezelschap van de andere renaissancemeesters Titiaan, Michelangelo en Rafaël. Detail uit de Tempelreiniging van El Greco, ca. 1570

Giorgio Giulio Clovio of (in het Kroatisch Juraj Julije Klović) (1498 – 3 januari 1578) was een verluchter, miniaturist en schilder, die geboren werd in de “Personele unie van Kroatië met Hongarije”. Hij was vooral actief in Italië tijdens de renaissance. Hij wordt beschouwd als de grootste miniaturist uit de Italiaanse hoge renaissance.

## Biografie
Giulio Clovio werd geboren in Kroatië in het dorpje Grižane, dicht bij de stad Crikvenica. Zijn ouders waren naar Kroatië gevlucht vanuit Macedonië voor de oprukkende Turken. Zijn eerste biograaf, Giorgio Vasari, een tijdgenoot en vriend van Clovio, schrijft dat hij gedoopt werd als Georgius Julius. Steeds volgens Vasari nam hij de naam Don Giulio aan bij zijn intrede in de orde van de “Scopetini” in 1527.
In een oorkonde uit 1536 geschreven door kardinaal Marino Grimani wordt er gerefereerd aan Clovio als Georgio alias Julio. Hieruit kunnen we afleiden dat Georgio zijn eigenlijke eerste voornaam was en Giulio zijn roepnaam. Zijn testament bepaalde dat op zijn grafsteen de naam Julius moest gebruikt worden. Zijn tijdgenoten noemden hem frequent Julius Croata. Het was in die tijd gebruikelijk om kunstenaars naar hun afkomst te benoemen, denken we maar aan Pietro Perugino die eigenlijk Pietro Vannuci heette, Paolo Caliari die Paolo Veronese genoemd werd en aan Antonio Allegri die we kennen als Correggio.
Over zijn jeugd en opleiding is weinig of niets geweten. Hij zou op zijn achttiende naar Italië gegaan zijn en trad er in dienst van kardinaal Marino Grimani waar hij werd opgeleid als kunstschilder. Tussen 1516 en 1523 heeft Clovio waarschijnlijk met Marino Grimani verbleven in de Romeinse residentie van de oom van Marino Grimani, kardinaal Domenico Grimani.
Clovio studeerde bij Giulio Romano gedurende deze vroege periode. Tijdens die periode zou Clovio voor Domenico Grimani, zijn beschermheer, medailles en zegels ontworpen hebben.
Omstreeks 1524 vinden we Clovio in Boeda, het hoge deel van Boedapest op de rechteroever van de Donau. Hij was er in dienst bij koning Lodewijk II van Hongarije voor wie hij “Het oordeel van Paris” en “De dood van Lucretia” schilderde. Na de dood van Lodewijk in de slag bij Mohács in 1526 keert hij terug naar Rome en komt in dienst bij kardinaal Lorenzo Campeggio.
Na de plundering van Rome door de troepen van keizer Karel V treedt Giulio in 1527 in bij de orde van de reguliere kanunniken van Scopeto in het klooster van San Ruffino bij Mantua. Na zijn toetreding tot de Scopetini bezoekt hij verschillende kloosters van de orde onder meer San Salvatore en Sant’Antonio in Venetië, San Sebastiano in Mantua en Sancta Maria in Fornovio.

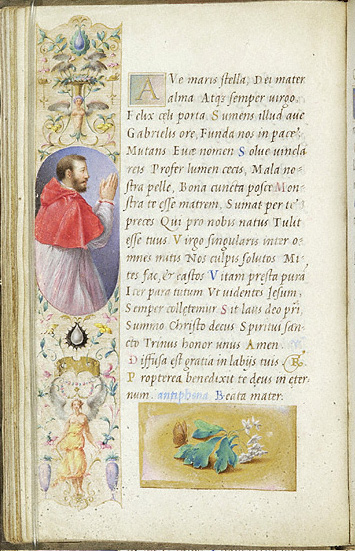
Kardinaal Alessandro Farnese, in het Farnese getijdenboek

In 1534 keert Clovio terug naar de dienst van kardinaal Marino Grimani, die voor hem een pauselijke dispensatie regelde om de geestelijke stand te kunnen verlaten en een jaar later volgde hij waarschijnlijk Grimani naar Perugia waar deze tot pauselijk legaat was benoemd. In Perugia heeft Clovio gewerkt aan de verluchting van het handschrift “De commentaar op de brieven van St. Paulus” dat geschreven werd door Marino Grimani. De kardinaal en de verluchter worden beiden genoemd in een plaket op folio 7v. Dit manuscript wordt vandaag bewaard in het Sir John Soane's Museum in London.
In 1536 schenkt kardinaal Marino Grimani, bij de oorkonde eerder vermeld, een prebende aan Clovio namelijk de inkomsten van de parochie San Bartolomeo in Castel Rigone in de provincie Perugia ter waarde van 40 gouden dukaten
Spoedig na het beëindigen van het werk aan de Paulus epistels, keert hij terug naar Rome en daar zal hij het werk aan zijn meesterwerk, het Farnese Getijdenboek, aanvatten. Het colofon van het handschrift op folio 112 v luidt: “Iulius Clovius Macedo Monymenta haec Alexandro Farnesio Cardinali Domini suo faciebat MDXLVI”. Vasari zegde dat het negen jaar kostte om het handschrift te vervaardigen, dit betekent dat Clovio er in 1537 moet aan begonnen zijn wat impliceert dat hij omstreeks die tijd in dienst was van Alessandro Farnese. Hij bleef in dienst van Farnese tot aan zijn dood in 1578.
Tussen 1551 en 1553 heeft Clovio in Florence gewerkt en schilderde er een miniatuur van Eleonora van Toledo echtgenote van Cosimo I de' Medici. Dit werk bevindt zich nu in een Engelse privécollectie.

## Dood en begrafenis
Borghini, een jongere tijdgenoot van Giulio Clovio schreef dat hij stierf in Rome in januari 1578 op de leeftijd van 80 jaar; hiervan werd zijn geboortejaar afgeleid. Op basis van een aantekening in de marge van een exemplaar van ‘Le Vite …’ van Vasari werd als datum van overlijden 5 januari gepubliceerd door Ivan Kukuljevićm. Dit werd later gecontesteerd door Bertelotti, die als datum 4 januari poneerde. Bradley neemt dan weer zonder meer de datum van 5 januari over. Verder onderzoek door I. Golub leidde tot het terugvinden van het register van de San Lorenzo in Damaso-basiliek, waarin de dood van Clovio genoteerd wordt op 3 januari 1578. Hij werd begraven in de basiliek van San Pietro in Vincoli, kerk van de orde van Reguliere Kanunniken van Sint Augustinus, de orde waartoe hij behoorde.

## Contacten met andere kunstenaars

### El Greco
Clovio was bevriend met de veel jongere El Greco (1541-1614) de bekende Griekse schilder uit Kreta die later in Spanje heeft gewerkt. Gedurende zijn verblijf in Rome was El Greco, op aanbeveling van Clovio, te gast op het Palazzo Farnese in die tijd het intellectuele en artistieke centrum van de stad. Daar kwam hij in contact met de elite van de stad en onder meer ook met Fulvio Orsini die later zeven werken van El Greco in zijn verzameling zou hebben. El Greco schilderde twee portretten van Clovio, het eerste was een portret van de vier kunstenaars die hij als zijn leermeesters aanzag. Hierop zien we Clovio naast Michelangelo, Titiaan en Raffaello. Het andere portret van ca. 1570 is het vroegste bewaarde portret van El Greco. Het bevindt zich nu in het Museo di Capodimonte in Napels).

### Bartholomeus Spranger
Clovio heeft ook contact gehad met de Antwerpse schilder Bartholomeus Spranger die van 1565 tot 1575 in Italië verbleef. Hij was in Rome na 1567 en Clovio stelde hem voor aan kardinaal Farnese die hem in dienst nam. Hij werkte drie jaar voor kardinaal Farnese in Caprarola een van de zomerresidenties van de kardinaal onder de leiding van Clovio. Daarna werd hij hofschilder van Paus Pius V.

### Pieter Bruegel de Oude
Ook Pieter Bruegel de Oude was een persoonlijke vriend van Giulio en verbleef bij Clovio in Rome tijdens zijn Italiëreis in 1553. Bruegel schilderde een klein medaillon, dat schepen in een storm afbeeldt, op een Clovio miniatuur van het Laatste Oordeel, bewaard in de New York Public Library.

## Belangrijkste werken

### Het Soane Manuscript
Zoals al eerder vermeld, zorgde Clovio voor de verluchting van het manuscript door Marion Grimani over de brief van Paulus aan de Romeinen. Het handschrift telt 130 folios uit perkament en wordt bewaard in het Sir John Soane Museum in Londen. Het heeft twee grote miniaturen en rijkelijk versierde marges. De miniaturen tonen de bekering van Paulus.

### Het Farnese getijdenboek

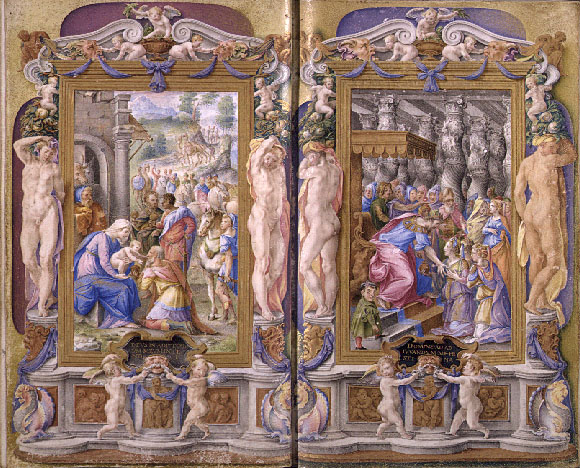
Aanbidding der wijzen and salomon begroet de Koningin van Sheba uit het Farnese getijdenboek

Zonder twijfel is het Farnese-getijdenboek zijn bekendste werk. Volgens het colofon op folio 112 verso werd het afgewerkt in 1546 en was de opdrachtgever kardinaal Alessandro Farnese. Het wordt vandaag bewaard in de Morgan Library in New York. Via de website Corsair kan men het werk opzoeken en online bekijken.

### Het Towneley Lectionarium
Het Towneley Lectionarium wordt bewaard in de New York Public Library. Het werd gemaakt in opdracht van Alessandro Farnese. Het bevat zes volblad miniaturen met onder meer het Kerstgebeuren, de Bergrede, het pinkstergebeuren enz. Ook dit handschrift kan men online raadplegen via de Digital Gallery van de bibliotheek, zoek naar ‘Towneley Lectionary’.

### Het Colonna missaal

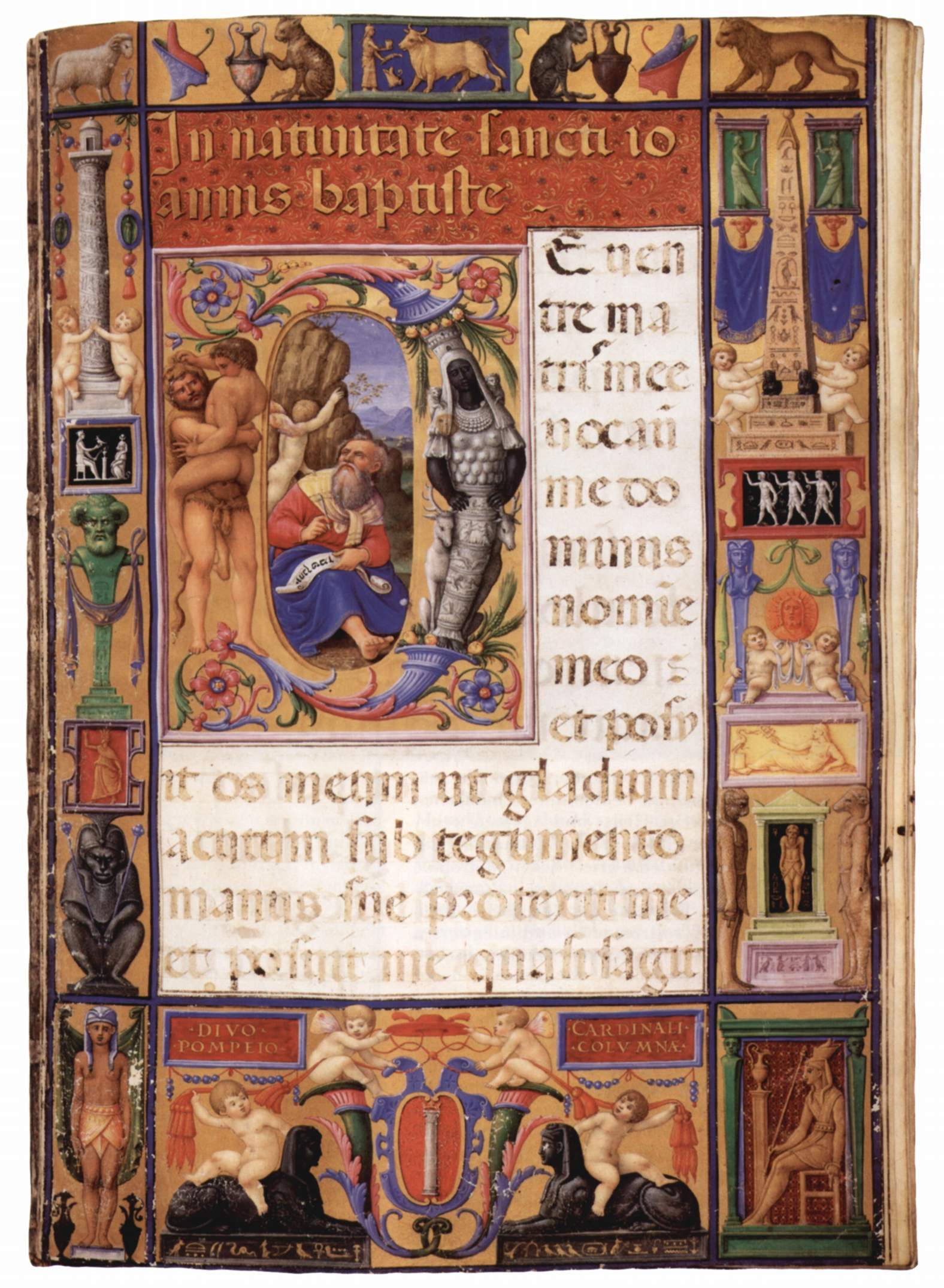
Een bladzijde uit het Colonna missaal', John Rylands Library, Manchester.

Dit werk bestaat uit zeven volumes en wordt gedateerd op ongeveer 1512. Het werd gemaakt voor kardinaal Pompeo Colonna en bevindt zich nu in de John Rylands University Library in Manchester.

### Andere
- Grimani Evangelarium, Biblioteca Marciana, Venetië
- Stanze sopra l’impressa d’Aquila, Österreichische Nationalbibliothek, Wenen
- Stuart de Rothesay getijdenboek, British Library, Londen
- Twaalf miniaturen met de overwinningen van keizer Karel V, British Library, Londen
- Het leven van Frederigo III da Montefeltro, Biblioteca Apostolica Vaticana, Rome

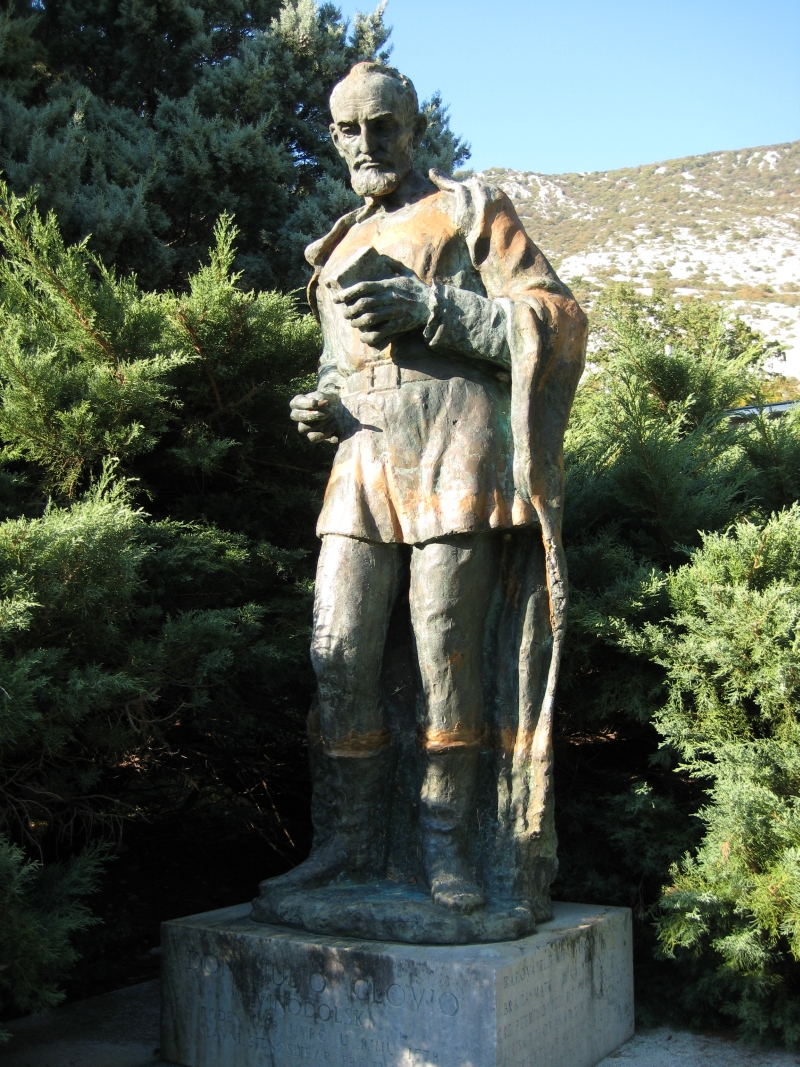
Monument voor Giulio Clovio in Drivenik (Kroatië).

## 500e verjaardag
Kroatië vierde 500e verjaardag van Clovio in 1998 onder meer door de uitgave van een zilveren herdenkingsmunt van 200 kuna. Er werd ook een monument voor hem opgericht in Drivenik.
Ook kocht de Kroatische regering onlangs “Het laatste Oordeel’’ van Clovio aan, een schilderij dat Clovio aan paus Clemens VII schonk. Het Vaticaan gaf een postzegel uit om Clovio’s verjaardag te herdenken.